# Ninian Smart
Roderick Ninian Smart (6 de mayo de 1927-29 de enero de 2001) fue un escritor y docente universitario escocés. Fue un pionero en el campo secular de los estudios de la religión. Es conocido sobre todo por su definición de la religión en siete dimensiones.
En 1967 estableció el primer departamento de estudios de la religión en el Reino Unido en la nueva Universidad de Lancaster, donde también fue vicerrector (Pro-Vice-Chancellor), tras haber presidido ya uno de los departamentos de teología más grandes y prestigiosos de Gran Bretaña en la Universidad de Birmingham. En 1976 se convirtió en el primer profesor J. F. Rowny en el Estudio Comparado de las Religiones en la University of California, Santa Barbara. Smart pronunció las Conferencias Gifford en 1979-1980. En 1996 fue nombrado research professor del Senado Académico, el rango profesoral más alto en UC Santa Barbara. En 2000 fue elegido presidente de la American Academy of Religion, al tiempo que mantenía su condición de presidente de la Inter Religious Federation for World Peace. Smart ostentaba ambos títulos en el momento de su fallecimiento.
Smart se hizo ampliamente conocido fuera del mundo académico, al menos en Gran Bretaña, cuando fue asesor editorial de la importante serie de televisión de la BBC The Long Search (1977). Su libro The World's Religions (1989) también alcanzó una considerable audiencia popular. Su defensa de los estudios de la religión como disciplina secular ayudó a la formación de departamentos en muchas universidades públicas, especialmente en Estados Unidos. Distanció los estudios de la religión de la teología tradicional en el sentido de que la evaluación de las pretensiones de verdad y la apología no tienen cabida, pero consideró la investigación sobre la «verdad y valía» de la religión per se como una empresa académica válida en la arena pública de la educación financiada por el Estado.

## Primeros años
Ninian Smart nació en Cambridge, Inglaterra, donde su padre, William Marshall Smart (1889-1975) fue astrónomo John Couch Adams en la Universidad de Cambridge. Su madre fue Isabel (de soltera Carswell). W. M. Smart, que murió en 1975, también fue presidente de la Royal Astronomical Society (1950).
Ambos padres eran escoceses. Se mudaron a Glasgow en 1937, cuando W. M. Smart se convirtió en Regius Professor of Astronomy (se jubiló en 1959).
Smart fue uno de tres hermanos, todos los cuales llegaron a ser profesores: Jack (1920-2012) se convirtió en profesor de filosofía; Alastair (1922-1992) fue profesor de historia del arte en la Universidad de Nottingham.
Smart asistió a The Glasgow Academy antes de incorporarse al ejército en 1945, sirviendo hasta 1948 en el Cuerpo de Inteligencia del Ejército británico, donde aprendió chino (a través de textos confucianos) principalmente en la London School of Oriental and African Studies y tuvo su primer contacto prolongado con el Budismo de Sri Lanka. Fue esta experiencia la que lo despertó de lo que llamó su «letargo occidental con el llamado de culturas diversas y nobles». Al dejar el ejército —como capitán— con una beca para Queen's College, Universidad de Oxford, volvió a su especialidad de Glasgow, clásicas y filosofía, principalmente porque los estudios chinos y orientales en aquellos días tenían «currículos patéticos». Sin embargo, para su B.Phil. regresó a las religiones del mundo, escribiendo lo que más tarde describiría como «la primera disertación en Oxford sobre filosofía de la religión después de la Segunda Guerra Mundial».

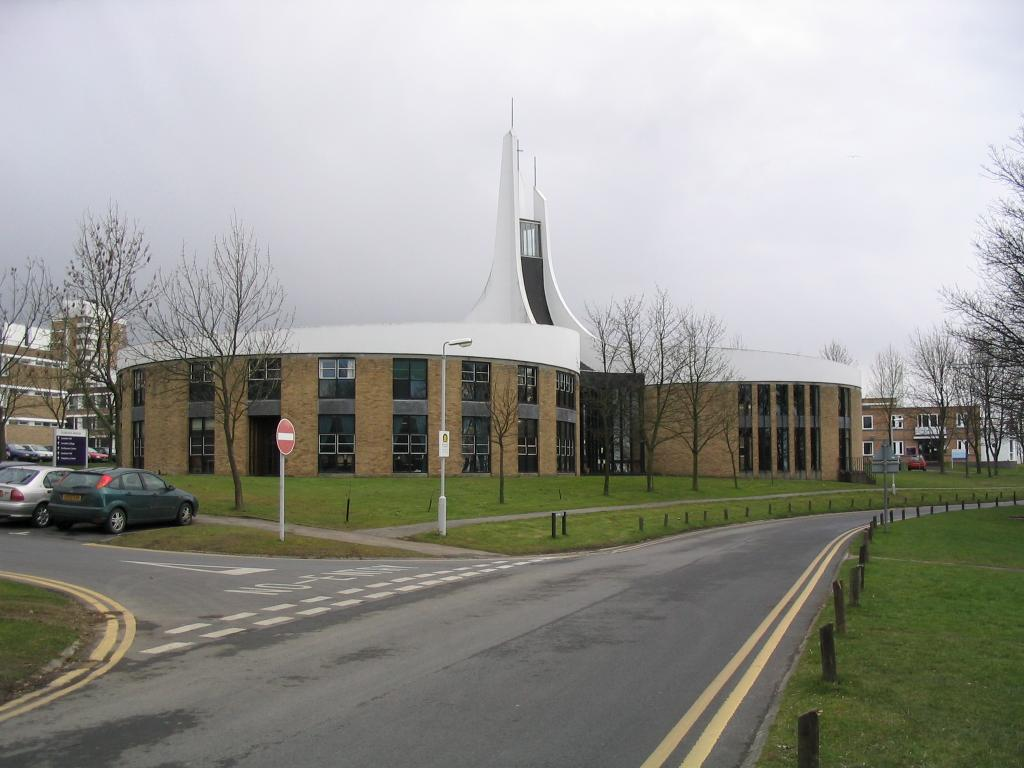
Centro de capellanía de la Universidad de Lancaster

## Carrera
Tras enseñar en la Universidad de Gales de 1952 a 1955, Smart pasó un año como profesor visitante en la Universidad de Yale, donde también estudió Sánscrito y pali, la lengua de las Escrituras budistas. En 1956 fue nombrado Lecturer en la Universidad de Londres y, en 1961, a la edad de 34 años —extraordinariamente joven para una cátedra plena en el sistema británico— se convirtió en el primer profesor H. G. Wood de Teología en la Universidad de Birmingham, uno de los mayores departamentos de teología, donde también fue jefe de departamento. Autor ya de varias publicaciones, entre ellas Reasons and Faiths (1958), basada en su trabajo de B.Phil., y World Religions: A Dialogue (1960), Smart era una estrella emergente en el campo, entonces en desarrollo, de los estudios de la religión, más que de la teología, pese al nombre de la cátedra que ocupaba. Conocido ya internacionalmente, recibió varias ofertas para ocupar cargos en Norteamérica, incluyendo la presidencia de los departamentos de Columbia y Pensilvania, y una invitación para postular a una cátedra en Oxford. Sin embargo, ya estaba involucrado en calidad consultiva en la formación del primer gran departamento de estudios de la religión en la nueva Lancaster, y se encontró «persuadido de pasar de asesor a candidato» para la cátedra.
A pesar del atractivo de puestos prestigiosos en otros lugares, eligió Lancaster porque representaba una «tabula rasa, un campo nuevo» donde podía llevar a la práctica sus ideas. Asumió el cargo en 1967, como profesor fundador de Estudios de la Religión. Su permanencia en la Universidad de Birmingham también contribuyó a desplazar el departamento de un enfoque exclusivo en el Cristianismo para abarcar las religiones del mundo. Su sucesor en Birmingham, John Hick, emergería como el exponente más conocido de una teología de las religiones pluralista. Entre 1969 y 1972 también fue vicerrector (Pro-Vice-Chancellor) en Lancaster. En 1977, Smart comenzó a dividir su tiempo entre Lancaster y otra iniciativa nueva, el departamento de estudios de la religión en la University of California, Santa Barbara (1976-1998), donde se convirtió en el primer profesor J. F. Rowny en el Estudio Comparado de las Religiones, desde 1988 (fue profesor desde 1976). Como en Birmingham y Lancaster, volvió a ser jefe de departamento. Pasaba seis meses de cada año en cada campus. En 1996 fue nombrado research professor en Santa Bárbara, el más alto honor académico. Hacia el final de su carrera fue elegido presidente de la American Academy of Religion. Orgulloso de su identidad escocesa, a menudo llevaba su kilt en el campus de Santa Bárbara, donde era famoso por montar en bicicleta muy despacio, por «sus pajaritas y la flor siempre presente en la solapa, y sobre todo el brillo de sus ojos».

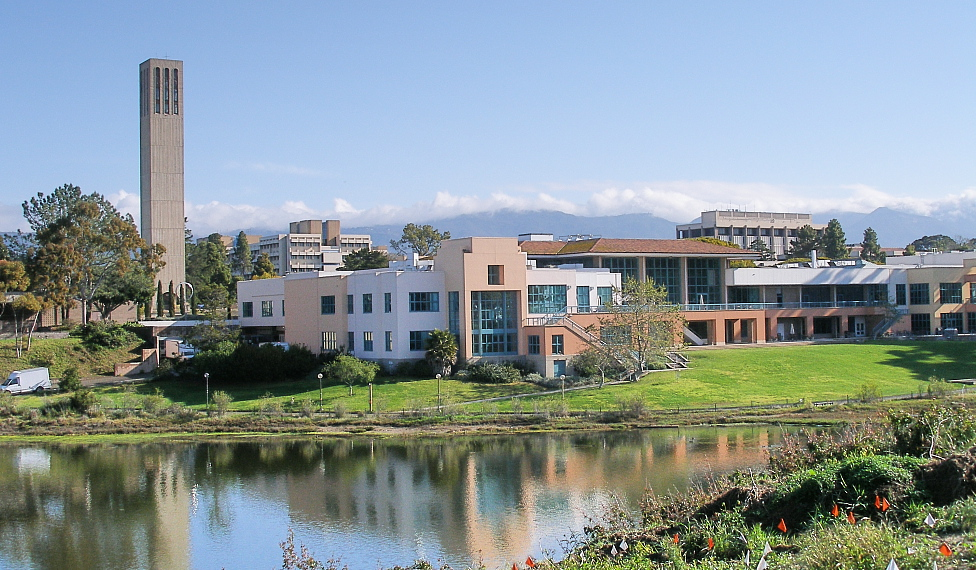
El University Center y la laguna de la Universidad de California en Santa Bárbara

En Lancaster sus estudiantes lo respetaban por ser tan accesible, por su disposición a emplear su formidable intelecto sin pretensión en debates informales con una pinta en el bar.[cita requerida]

### Cátedras visitantes y conferencias
Smart también fue profesor visitante en Varanasi (India), Yale, Wisconsin, Princeton, Queensland y en el prestigioso departamento de estudios de la religión de la Universidad de Gales, Lampeter, en Hong Kong y otros lugares. Las conferencias impartidas en Delhi se publicaron como The Yogi and the Devotee (1968). En 1967 presentó las Heslington Lectures en la Universidad de York, en las que exponía sus ideas sobre unos estudios de la religión seculares, posteriormente publicadas como Secular Education and the Logic of Religion (1967), desarrollándolas más en su lección inaugural en Lancaster, publicada como Concept and Empathy (1986). En 1979-1980 impartió las prestigiosas Conferencias Gifford, publicadas como Beyond Ideology (1981).

### Activismo
Además de enseñar, investigar y escribir, Smart fue en cierto modo un activista en la promoción de una mejor comprensión intercultural. En la década de 1970 participó en varias iniciativas en Gran Bretaña para ampliar el currículo público de educación religiosa, anteriormente puramente cristiano, para incluir el abanico de religiones del mundo. También formó parte del National Schools Council asesorando sobre la ampliación del currículo de educación religiosa. La enseñanza de la religión en el sistema escolar público del Reino Unido, que es obligatoria, distingue la enseñanza sobre religión de la formación en la fe, que no forma parte propiamente de la tarea. Smart participó en la serie de reuniones Assembly of the World's Religions (1985, 1990, 1992) patrocinadas por Sun Myung Moon, fundador del movimiento de Unificación, y fue presidente de la Inter Religious Federation for World Peace. En 1999 fue coconvocante de la Primera Asamblea de la Inter-religious and International Federation for World Peace, establecida por Moon. Smart reiteró su convicción de que, sin una mejor comprensión del otro religioso y cultural, la paz en el mundo seguiría siendo esquiva. Su concepto de las religiones como cosmovisiones y su enfoque libre de valores en los estudios de la religión —es decir, abstenerse de elevar una sola comprensión de la «verdad» como algún tipo de criterio evaluativo de autenticidad religiosa— le abrió el estudio de ideologías no religiosas (prefería este término porque no implica que el teísmo sea un elemento esencial) así como de nuevos movimientos religiosos, que veía como uno de los resultados de la globalización. También escribió el prólogo de la publicación de la Unificación World Scripture, editada por Andrew Wilson, en la que afirmó que «es obvio que, a medida que avanzamos hacia una civilización mundial en la que tantas culturas y tradiciones espirituales incidirán unas en otras, todos debemos comprendernos mutuamente». Smart también fue miembro del Consejo Internacional del Global Ethics and Religion Forum, una ONG educativa sin fines de lucro dedicada a aumentar la responsabilidad ética global.

### Honores académicos
Smart recibió doctorados honoris causa de Loyola (1970), Universidad de Glasgow (1984), Stirling (1986), Universidad de Kelaniya (Sri Lanka, 1991) y Lancaster (1995), así como una beca honoraria de The Queen's College, Oxford (1999). Fue nombrado miembro vitalicio de la International Association for the History of Religion (1995).
En 1994 se publicó en su honor el volumen Aspects of Religion, editado por Peter Masefield y Donald Wiebe.

### Jubilación y fallecimiento
Smart se jubiló oficialmente de Lancaster en 1982 (fue profesor honorario de 1982 a 1989 y luego profesor emérito) y de Santa Bárbara en 1998, pero permaneció activo como profesor emérito en ambas universidades, viviendo principalmente en Lancaster, donde murió en 2001 de un derrame cerebral masivo, a los 73 años.

## Contribución académica
Smart es conocido principalmente por su contribución en el área de la metodología, aunque veía su contribución como conceptual además de metodológica, afirmando que, si bien la pericia en lenguas no debía descartarse, no debía «situarse por encima de la perspicacia conceptual». Los estudios seculares de la religión datan de mediados de la década de 1960, cuando se establecieron nuevos departamentos, varios en universidades públicas de Estados Unidos. En aquel momento apenas comenzaba a ganar reconocimiento académico y Smart fue una figura clave en este proceso y, como comenta Cunningham, «ahora es difícil recordar que la aparición de los estudios de la religión como materia de educación superior fuera entonces polémica».
El trabajo temprano de Smart implicó análisis lingüístico, en el que tenía experiencia por Oxford. Más tarde dijo que esto se acercó al «estudio transcultural», pero se quedó corto, puesto que seguía demasiado cautivo de «nuestra lengua» y de «diversos supuestos de nuestra cultura». Sin embargo, cuando llegó a publicar esto incluyó ideas conceptuales posteriores, ampliando su disertación. Interesado por el concepto de lo santo de Rudolf Otto como clave para comprender la religión, lo consideró demasiado restrictivo, dado que el Budismo es no teísta. En su lugar sugirió que la experiencia religiosa puede ser numinosa o mística. También le influyó el interés de R. C. Zaehner por el misticismo, tras consultarlo en Oxford. Examinó lo que consideraba conceptos religiosos clave, como revelación, fe, conversión y conocimiento, y analizó qué significaban estos en el cristianismo, el Hinduismo y el budismo sin evaluar ninguna creencia en términos de verdad o falsedad. Intentaba conscientemente liberarse del cautiverio de los modos de pensamiento occidentales, de modo que, por ejemplo, el teísmo no se tome como componente esencial de la religión; así, ideas como teofanía o un único foco último o el sacrificio no se traducen necesariamente del contexto cristiano a otros contextos religiosos. «Quien conoce sólo una religión no conoce ninguna», decía Smart. La preocupación occidental por la doctrina pasaba por alto la importancia de la experiencia religiosa. Al principio de su carrera insistió en que una ideología como el marxismo, así como el nacionalismo y el racionalismo, podían considerarse religiosos, porque se asemejan a las tradiciones religiosas en su funcionamiento y, por lo tanto, pertenecen propiamente a los estudios de la religión, cuyo objeto de estudio era «no finito». [cita requerida]
Situó los estudios de la religión en contraste con la teología como agnósticos respecto a la verdad de las afirmaciones religiosas, pero fue crítico con Peter Berger por «asumir la inexistencia de Dios». No obstante, los estudios de la religión se interesan por por qué la gente cree que sus afirmaciones o experiencias religiosas son verdaderas; así, la descripción, aunque vital, debe «trascender lo informativo» y entablar diálogo con «las pretensiones parahistóricas de las religiones y de las posturas antirreligiosas». No necesita ser hostil al tipo de enfoque comprometido propio de la teología «siempre que sea abierto y no restrinja artificialmente la comprensión y la elección». No se ocupa de evangelizar sino de dilucidar la comprensión o el significado. Los estudios de la religión también tienen un papel vital en combatir el tribalismo, esto es, el cautiverio humano a sus propias culturas. Como disciplina no confesional y metodológicamente agnóstica, ocupa su lugar en la academia secular, donde se nutre mucho de la antropología, la sociología, la psicología, la historia, la arqueología y otras disciplinas. En el fondo, tiene cabida en el sector público o estatal porque, como aspecto de la experiencia humana, también es el estudio de las personas: de lo que creen, por qué lo creen y actúan como lo hacen, tanto individualmente como en sociedad. Es un campo en constante cambio porque las religiones cambian a medida que las personas religiosas se adaptan a nuevas circunstancias. Los estudios de la religión no se interesan nunca de forma exclusiva por lo que podría denominarse ortodoxia —por mucho que una religión imponga o vigile la conformidad con una versión oficial— sino por la religión tal como se vive, por la «religión sobre el terreno», término que utilizó por primera vez en 1978. Las respuestas a la modernidad y a la globalización, así como las tendencias hacia el eclecticismo religioso, atañen propiamente a los estudios de la religión. Smart no preveía la aparición de una sola religión ecléctica, sino que las religiones tomarían prestado cada vez más unas de otras y que evolucionaría un consenso global sobre el valor de la religión en la sociedad. En una entrevista con Scott London, dijo:
Yo… creo que nos estamos moviendo hacia una ideología global que tiene un lugar para la religión y reconoce las aportaciones de las diferentes tradiciones. Con suerte, tendrá una visión general sobre cómo podemos trabajar juntos para la promoción de los valores humanos y la espiritualidad.

### Dimensiones de la religión
Smart es ampliamente conocido por su definición en siete partes de la religión, o más bien por su esquema de estudio; ya que este enfoque evita el problema de la definición en sí. Sea lo que sea que la religión pueda ser o no —ya sea teísta o no teísta—, las religiones poseen ciertos elementos reconocibles que pueden estudiarse. Estas dimensiones varían en importancia pero casi siempre están presentes. Smart las dividió en «históricas» y «parahistóricas», entendiendo por estas últimas aquellas que llevan la investigación a la experiencia o vida interior de las personas religiosas. Lo «histórico» puede estudiarse empíricamente, pero lo parahistórico lleva al estudiante al ámbito de la creencia y los conceptos y requiere diálogo y participación. «… puesto que el estudio del hombre es en un sentido importante participativo —pues hay que entrar en las intenciones, creencias, mitos, deseos de los hombres para entender por qué actúan como lo hacen— es fatal si las culturas, incluida la nuestra, se describen meramente de forma externa, sin entrar en diálogo con ellas».
El esquema séptuple de estudio de Smart:
- Doctrinal
- Mitológica
- Ética
- Ritual
- Experiencial
- Institucional
- Material (añadida en su texto de 1989, The World's Religions[15])

Smart clasificó 1–3 como parahistóricas y 4–6 como históricas.

## Legado
La contribución de Smart a los estudios de la religión continúa influyendo en planes de estudio, programas y metodología. En particular, sus «dimensiones de la religión», un marco para comparar religiones, ha sido influyente en el ámbito académico. Su disposición a tomar en serio lo que otros veían como «ilegítimo», tales como las ideologías y los nuevos movimientos religiosos, hizo mucho para permitir a los estudios de la religión distinguirse de la teología y de cualquier acusación de privilegiar una fe particular o una versión de una fe. Hecht comentó que, «cuando se escriba la historia definitiva del estudio de la religión en el siglo XX», Ninian Smart «ciertamente será visto como un gigante entre sus pares», ya que los «muchos libros» de Smart «abrieron la religión tanto a los eruditos como al público en general». La Ninian Smart Annual Memorial Lecture, creada en su honor, alterna entre Lancaster y Santa Bárbara. En Loyola se le honra con el Ninian Smart Award for Excellence in Religious Studies. En abril de 2001, la serie Templeton Research Lecture de Santa Bárbara se dedicó a la memoria de Smart y se entregó una placa conmemorativa a la familia Smart. Él mismo debía haber impartido una conferencia Templeton.

## Vida personal
Smart se casó con Libushka Baruffaldi en 1954. Sus hijos fueron Roderick, Luisabel, Caroline y Peregrine. Smart tenía ocho nietos en el momento de su muerte, seguidos por un noveno poco después.
Libushka era originaria del Lago de Como, Italia, donde Smart pasaba regularmente sus vacaciones de verano en su casa familiar. Ninian y Libushka fueron los primeros del mundo académico occidental en recibir la bendición de su matrimonio por Sun Myung Moon y su esposa Hak Ja Han en agosto de 1992.
Hacia el final de su vida, Smart se describía a sí mismo como un «budista-episcopal», diciendo: «Ninguna religión, me parece, contiene toda la verdad. Creo que es una locura pensar que no hay nada que aprender de otras tradiciones y civilizaciones. Si aceptas que otras religiones tienen algo que ofrecer y aprendes de ellas, eso es lo que te conviertes: un budista-episcopaliano o un hindú-musulmán o lo que sea».

## Obras seleccionadas
- Reasons and Faiths: An Investigation of Religious Discourse, Christian and non-Christian. Londres: Routledge, 1958. ISBN 0-415-22564-7
- World Religions: A Dialogue. Baltimore: Penguin, 1960.
- Historical Selections in the Philosophy of Religion. Nueva York: Harper & Row, 1962.
- Doctrine and Argument in Indian Philosophy. Londres: Allen & Unwin, 1964 (2.ª ed., Brill, 1997).
- Secular Education and the Logic of Religion. Nueva York: Humanities Press, 1968.
- The Yogi and the Devotee: The Interplay Between the Upanishads and Catholic Theology. Londres: Allen & Unwin, 1968.
- The Religious Experience of Mankind. Englewood Cliffs, NJ: Prentice Hall, 1969 (5.ª ed. 1996). ISBN 0-02-412141-X
- Philosophy of Religion. Oxford: Oxford UP, 1970. ISBN 0-19-520138-8
- Mao. Fontana/Collins, 1974.
- Background to the Long Search. Londres: BBC, 1977. ISBN 978-0-563-12779-6
- In Search of Christianity. Nueva York: Harper & Row, 1979. ISBN 0-06-067401-6
- The Phenomenon of Christianity. Collins, 1979. ISBN 0-00-215115-4
- Beyond Ideology: Religion and the Future of Western Civilization (Conferencias Gifford). Harper & Row, 1981. ISBN 0-06-067402-4
- Worldviews: Crosscultural Explorations of Human Belief. Englewood Cliffs, NJ: Prentice Hall, 1981 (3.ª ed., Pearson, 1999). ISBN 0-13-020980-5
- (con Swami Purnananda) Prophet of a New Hindu Age: The Life and Times of Acharya Pranavananda. Nueva York: Routledge, 1985.
- Religion and the Western Mind. Nueva York: State University of New York Press, 1987. ISBN 0-88706-383-7
- The World's Religions: Old Traditions and Modern Transformations. Cambridge: Cambridge UP, 1989 (2.ª ed. 1998). ISBN 0-521-63748-1
- Religions of Asia. Pearson College Div., 1992.
- (con Steven Konstantine) Changing Worlds: Christian Systematic Theology in a World Context. HarperCollins, 1992.
- Buddhism and Christianity: Rivals and Allies. Honolulu: University of Hawaii Press, 1993. ISBN 0-8248-1520-3
- Religions of the West. Englewood Cliffs, NJ: Prentice Hall, 1993. ISBN 0-13-156811-6
- Choosing a Faith. Nueva York: Marion Boyars Publishers, 1995. ISBN 0-7145-2982-6
- Dimensions of the Sacred: An Anatomy of the World's Beliefs. Berkeley, California: University of California Press, 1998. ISBN 0-520-21960-0
- World Philosophies. Nueva York: Routledge, 2000. ISBN 0-415-22852-2

- Ensayos recopilados

- Concept and Empathy: Essays in the Study of Religion. Editado por Donald Wiebe. New York UP, 1986.
- Reflections in the Mirror of Religion. Editado por John P. Burris. Palgrave Macmillan, 1997.

- Poesía

- Smart Verse: The Owl Flies Amid the Wood Wind Hooting. Daniel & Daniel, 1996.